# 채근담
채근담(菜根譚)은 중국 명나라 말기에 문인 홍자성(홍응명(洪應明),환초도인(還初道人))이 저작한 책이다. 책의 구성은 전편 222조, 후편 135조로 구성되었고, 주로 전편은 사람들과 교류하는 것을 말하였고, 후편에서는 자연에 대한 즐거움을 표현 하였다. 그리고, 인생의 처세를 다룬다. 채근이란 나무 잎사귀나 뿌리처럼 변변치 않은 음식을 말한다. 유교, 도교, 불교의 사상을 융합하여 교훈을 주는 가르침으로 꾸며져 있다. 
현재 전해 내려오는 것으로는 명나라 당시에 출간된 홍자성(홍응명)의 채근담 판본과 후에 청나라 시대에 재출간한 채근담 판본과 일본에 전해져서 유통된 채근담 판본이 전해진다.
동서양을 막론하고 인간의 절실한 고민과 해결을 담은 책은 무수히 많지만,《채근담菜根譚》은 그 어느 고전보다 쉽고 단순하게 인생의 참뜻과 지혜로운 삶의 자세를 알려주기 때문에 21세기를 살아가는 오늘날에도 꼭 필요한 인생 지침서이다. 
책 제목의 ‘채근’은 송宋나라의 학자 왕신민汪信民이 “인상능교채근즉백사가성人常能咬菜根卽百事可成”이라고 한 데서 나온 말로, 사람이 항상 나물 뿌리를 씹을 수 있다면 세상 모든 일을 다 이룰 수 있다는 뜻이다. 이 책의 본질도 바로 그러한 나물 뿌리에서 느껴지는 깊고 담담한 맛으로, 저자가 말하는 삶의 진리나 깨달음도 소박하고 단순하다. 이 책의 저자 홍자성은 자세한 이력 없이 명나라 말 만력(1573~1619) 시대의 학자로만 알려져 있다. 무능하고 부패한 권력, 바닥난 국고 등 이미 멸망의 기운이 감돌던 혼란의 시대에서도 저자는 참다운 사람의 길을 모색했고, 이 책을 통해 자신이 깨달은 인생의 참된 뜻과 지혜로운 삶의 방식을 보여준다. 
전집 225장과 후집 134장으로 이루어졌으며, 전집에서는 현실에 살면서도 현실에 집착하지 않는 마음가짐과 처세, 후집에서는 자연을 벗하며 살아가는 풍류를 주제로 한다. 이 책의 내용은 경구적警句的인 단문들이지만 결코 지루하거나 공자 왈 맹자 왈 하는 책 속의 이야기만으로 그치지 않는다. 평범한 일상 속에서 미처 깨닫지 못했던 지혜를 일깨워주며, “속세와 더불어 살되 비루함과 천박함에 떨어지지 않게” 도와준다.

## 참고 문헌
- 홍자성 지음 도광순 역, 채근담, (주)문예출판사, 2012.